# جون إس. فيلبس
جون إس. فيلبس (بالإنجليزية: John S. Phelps)‏ هو محامي وسياسي أمريكي، ولد في 14 ديسمبر 1814 في الولايات المتحدة، وتوفي في 20 نوفمبر 1886 في سانت لويس في الولايات المتحدة. حزبياً، نشط في الحزب الديمقراطي. وقد انتخب حاكم ميسوري ‏ (8 يناير 1877 – 10 يناير 1881) وانتخب عضو مجلس النواب الأمريكي.